# Punggung Lading
Punggung Lading is een bestuurslaag in het regentschap Pariaman van de provincie West-Sumatra, Indonesië. Punggung Lading telt 1549 inwoners (volkstelling 2010).